# سمفونی شماره ۴ (چایکوفسکی)

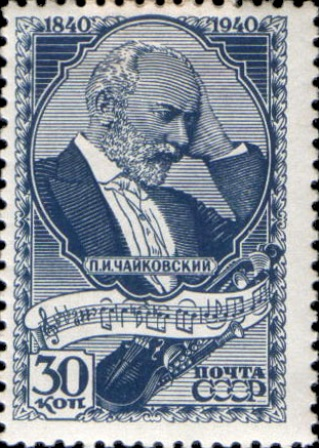
تمبر معروف سمفونی شماره ۴

سمفونی شماره ۴ (به انگلیسی: Symphony No. 4) در فا مینور، اُپوس ۳۶، یکی از سمفونی‌های پیوتر ایلیچ چایکوفسکی، آهنگساز و موسیقی‌دان روسی است که بین سال‌های ۱۸۷۷ تا ۱۸۷۸ میلادی نوشته شده‌است.

این سمفونی اولین بار در کنسرت انجمن موسیقی روسیه در ۱۰ فوریه (تاریخ قدیم)/ ۲۲ فوریه (تاریخ جدید) ۱۸۷۸ به رهبری نیکلای روبینشتاین اجرا شد. این سمفونی ۴ موومان دارد.